# Línguas barbacoanas
As línguas barbacoanas  formam uma família de línguas ameríndias na Colombia e no Equador.

## Línguas
Grupo setentrional
- Ahuano (Sindagua-Awa pit)
  - Awá Pit (também Cuaiquer, Coaiquer, Kwaiker, Awá, Awa, Telembí, Awa-Cuaiquer, Koaiker, Telembí) 22.000 falantes (1986-2007)[2]
  - Sindagua (†)
  - Barbacoa (†)
  - Pasto-Muellama
    - Pasto [?] (também Past Awá) (†, s. XVII)
    - Muellama [?] (também Muellamués, Muelyama) (†, s. XIX)
- Coconucano (também Guambiano-Totoró)
  - Guambiano (também Mogües, Moguez, Mogés, Wam, Misak, Guambiano-Moguez, Wambiano-Mogés, Moguex) 23.500 (2001)[3]
  - Totoró (também Polindara) 4 (1998)[4]
  - Coconuco (também Kokonuko, Cauca, Wanaka) (†)

Grupo meridional
- Caranqui [?] (também Cara, Kara, Karanki, Imbaya) (†, s. XVIII)
- Cha’palaachi (também Cayapa, Chachi, Kayapa, Nigua, Cha’pallachi) 9.500 (2004)[5]
- Tsáfiki (também Tsáfiqui, Colorado, Tsáchela, Tsáchila, Campaz, Colima) 2.300 (2000)[6]